# Nederlandse kampioenschappen veldrijden 2005
De Nederlandse kampioenschappen veldrijden 2005 werden verreden op zaterdag 8 en zondag 9 januari 2005 in Zeddam. De route lag aan de rand van de Montferland.

## Uitslagen

### Mannen elite
Richard Groenendaal was titelverdediger bij de heren, nadat hij in de voorgaande twee jaren de titel had opgeëist. Er stonden 20 renners in de elite-klasse aan de start. Groenendaal won zijn derde titel op rij en zijn achtste nationale titel in het veldrijden in totaal. Wilant van Gils en Maarten Nijland eindigden op de tweede en derde plaats.
| Plaats                    | Naam                 | Tijd  |
| ------------------------- | -------------------- | ----- |
| Nederlandse kampioenstrui | Richard Groenendaal  | 57.43 |
| Zilver                    | Wilant van Gils      | +0.02 |
| Brons                     | Maarten Nijland      | +0.53 |
| 4                         | Gerben de Knegt      | +2.02 |
| 5                         | Maarten Tjallingii   | +2.18 |
| 6                         | Jean-Pierre Leijten  | +2.48 |
| 7                         | Camiel van den Bergh | +3.15 |
| 8                         | Bjorn Hoeben         | +3.47 |
| 9                         | Roel van Houtum      | +4.10 |
| 10                        | Jan Weevers          | +4.25 |

### Vrouwen elite
Mirjam Melchers-van Poppel was de titelverdedigster, waarbij ze na zes titels op een rij van Daphny van den Brand haar reeks had onderbroken. Van den Brand won in 2005 haar zevende titel. Op circa een halve minuut eindigde Marianne Vos op de tweede plaats en Melchels-van Poppel op de derde plaats. Er deden 51 vrouwen mee in de eliteklasse.
| Plaats                    | Naam                       | Tijd  |
| ------------------------- | -------------------------- | ----- |
| Nederlandse kampioenstrui | Daphny van den Brand       | 42.59 |
| Zilver                    | Marianne Vos               | +0.29 |
| Brons                     | Mirjam Melchers-van Poppel | +0.37 |
| 4                         | Reza Hormes-Ravenstijn     | +2.13 |
| 5                         | Corine Dorland             | +2.15 |
| 6                         | Arenda Grimberg            | +3.11 |
| 7                         | Saskia Elemans             | +4.01 |
| 8                         | Nicolle Leijten            | +4.31 |
| 9                         | Britt Jochems              | +4.46 |
| 10                        | Daniëlle Jansen            | +5.34 |

### Mannen beloften
| Plaats                    | Naam                | Tijd  |
| ------------------------- | ------------------- | ----- |
| Nederlandse kampioenstrui | Lars Boom           | 52.18 |
| Zilver                    | Eddy van IJzendoorn | +0.26 |
| Brons                     | Sebastian Langeveld | +0.30 |
| 4                         | Thijs van Amerongen | +1.14 |
| 5                         | Bart Dirkx          | +1.36 |
| 6                         | Tom Veelers         | +1.49 |
| 7                         | Guus Magielse       | +2.54 |
| 8                         | Marc de Maar        | +3.38 |
| 9                         | Rikke Dijkxhoorn    | +3.51 |
| 10                        | Tom Stamsnijder     | +4.20 |

### Jongens junioren
| Plaats                    | Naam                  | Tijd  |
| ------------------------- | --------------------- | ----- |
| Nederlandse kampioenstrui | Boy van Poppel        | 37.44 |
| Zilver                    | Rik van IJzendoorn    | +0.12 |
| Brons                     | Ricardo van der Velde | +0.14 |
| 4                         | Savié van Horik       | +0.42 |
| 5                         | Patrick Vliegen       | +1.05 |
| 6                         | Jan Verhaegh          | +1.14 |
| 7                         | Umberto Atzori        | +1.24 |
| 8                         | Jeroen Dekkers        | z.t.  |
| 9                         | Willem Schwaner       | +1.32 |
| 10                        | Remco Broers          | +1.33 |

Kampioenschappen:  Wereldkampioenschappen · 
 Europese kampioenschappen · 
 Belgische kampioenschappen · 
 Nederlandse kampioenschappen
Klassementen:  Wereldbeker · 
 Superprestige · 
 GvA Trofee · 
 Budvar Cup · 
 Challenge national
1963 · 
1964 · 
1965 · 
1966 · 
1967 · 
1968 · 
1969 · 
1970 · 
1971 · 
1972 · 
1973 · 
1974 · 
1975 · 
1976 · 
1977 · 
1978 · 
1979 · 
1980 · 
1981 · 
1982 · 
1983 · 
1984 · 
1985 · 
1986 · 
1987 · 
1988 · 
1989 · 
1990 · 
1991 · 
1992 · 
1993 · 
1994 · 
1995 · 
1996 · 
1997 · 
1998 · 
1999 · 
2000 · 
2001 · 
2002 · 
2003 · 
2004 · 
2005 · 
2006 · 
2007 · 
2008 · 
2009 · 
2010 ·
2011 ·
2012 ·
2013 ·
2014 ·
2015 ·
2016 ·
2017 ·
2018 ·
2019 ·
2020 ·
2021 ·
2022 ·
2023 · 2024 · 2025